# Frédéric Damé
Frédéric Damé (Tonnerre, 1849-Bucarest, 1907) fue un escritor, publicista, periodista y profesor francés activo en Rumanía.

## Biografía
Nacido en 1849 en la comuna francesa de Tonnerre, completó sus estudios en París en el Liceo Saint Louis y en la Facultad de Derecho. Después de colaborar allí en los periódicos Gaulois, La Cloche y Le Corsaire, llegó a Bucarest en 1872 como redactor del Journal de Bucarest. Luego, en 1873, fundó con C. Polysu Roumanie y L'Europe Orientale, que se publicó en París. Este último periódico se convirtió posteriormente en semanal en colaboración con Cyru Oeconomu.
En 1876, Damé fue nombrado profesor de lengua y literatura francesa en la escuela secundaria Sfintu Sava. En 1877 colaboraba en el periódico Româniul y en 1883 fue nombrado primer redactor del periódico L'Indépendance Roumaine, cargo que ocupó hasta 1887, cuando fundó Liberté roumaine. En 1890 abandonó el periodismo para dedicarse a la docencia. Fue sucesivamente jefe del servicio de estadística del Ministerio de Instrucción Pública en 1892, subdirector de enseñanza primaria y finalmente inspector hasta octubre de 1895, cuando dimitió. Falleció en 1907 en Bucarest.
Publicó Neutralité de la Roumanie (1876), Histoire de la tolerance e Histoire critique de Hasdeu (traducción), L'Élément latin en Orient. Les Roumains du Sud. Macédoine, Thessalie, Épire, Thrace, Albanie (1877) en colaboración con Densușianu, la novela Crima din strada Polonă en rumano y Annuaire de la Roumanie (1873). Para teatro Visul Dochiel (poema dramático), Hatmanul Dragan en colaboración con I. Malla y Ostenii noştri en colaboración con D. C. Ollănescu. En 1880 fundó la revista Cimpoiul que se imprimió hasta 1882. También fue autor de un Dicţionarul român-francez.